# Хилобок, Спиридон Тимофеевич
Спиридон Тимофеевич Хилобок (15 декабря 1903 — ?) — советский военный деятель, командир танковой бригады, полковник (15.12.1943). Почётный гражданин города Мценска (1976) Орловской области.

## Начальная биография
Родился 12 декабря 1907 года в селе Хухра Ахтырского уезда Харьковской губернии. Украинец.
Образование. Окончил Харьковскую школу червонных старшин (1928), Ленинградские бронетанковые КУКС (1931), академические КУОС при Военной академии механизации и моторизации (1942).
Принимал участие в боях у озера Хасан (1938). В Великую Отечественную войну: в Битве за Москву, Курской битве, Битве за Днепр .
Член ВКП(б) с 1931 года.

## Военная служба
Служба в РККА с 20 августа 1925 года. Был по сентябрь 1928 года - курсант Харьковской школы червонных старшин.
С сентября 1928 года - командир взвода в 138-м стрелковом полку, командир взвода танкеток в отдельной разведывательной роте 95-й стрелковой дивизии, помощник командира роты по политической части и командир роты отд. разведывательного батальона в 288-м стрелковом полку, командир отд. автотранспортной роты 2-й отд. механизированной бригады (с мая 1934 бригада в составе ОКДВА). С ноября 1935 года - пом. командира по хозяйственной части учебного танкового батальона 2-й отдельной механизированной бригады. Участник боёв у озера Хасан. С ноября 1938 года - начальник 5-й части штаба 42-й отдельной танковой бригады 1-й отдельной Краснознамённой армии. С июня 1940 года - заместитель начальника штаба по тылу 42-й отдельной легко-танковой бригады. С апреля 1941 года начальник 5-го отделения штаба 239-й моторизованной дивизии Дальневосточного фронта.

### В Великую Отечественную войну
Начало Великой Отечественной войны встретил в должности начальника отделения тыла 239-й моторизованной дивизии. С 9 сентября 1941 года - начальник отделения тыла, он же помощник начальника штаба по тылу 112-й танковой дивизии. С октября она убыла на Западный фронт, в составе 49-й, затем 50-й армии участвовала в Московской битве. С февраля 1942 года - заместитель командира по строевой части 112-й танковой бригады (сформирована на базе 112-й танковой дивизии). После сформирования она убыла в резерв Западного фронта в район города Мосальск, где обороняла тыловой рубеж. С 5 марта бригада перешла в подчинение 50-й армии и вела бои северо-западнее города Мосальск. С 27 апреля была выведена в резерв Западного фронта. 
В июле 1942 года - назначен помощником начальника разведывательного отдела штаба Подвижной танковой группы под командованием полковника Армана Поля Матисовича. Участвовал  в обороне Москвы, награждён медалью за оборону Москвы. Принимал участие в первой Ржевско-Сычёвской операции. После окончания операции вернулся на должность заместителя командира 112-й танковой бригады.
С 18 сентября по декабрь 1942 года - слушатель Академических КУОС при Военной академии механизации и моторизации.
С декабря 1942 года - исполняющий должность командира 219-й танковой бригады 1-го механизированного корпуса. Приказом НКО № 01138 от 16.02.1943 года утверждён в должности. Воевал в составе 41-й армии Калининского фронта. 
Участвовал в боях Демянской наступательной, Курской оборонительной, Белгородско-Харьковской и Полтавско-Кременчугской наступательных операций. В боях за Красное 6 августа подполковник С. Т. Хилобок лично захватил самоходное орудие и вместе с красноармейцами уничтожил выскочивший из неё экипаж. В боях за выс. 195,3 17 августа он был ранен, но остался в строю и продолжал командовать бригадой.
Командир 219-й танковой бригады 1-го механизированного Красноградского Краснознамённого корпуса 37-й армии Степного фронта отличился при форсировании Днепра в ходе Полтавско-Кременчугской наступательной операции 1943 года.
За успешное форсирование Днепра, прочное закрепление плацдарма на его западном берегу 219-й танковой бригаде в честь одержанной победы и освобождения города Кременчуг приказом Верховного главнокомандующего присвоено почётное наименование «Кременчугская». Войскам, участвовавшим в освобождении Кременчуга, приказом ВГК от 29 сентября 1943 года объявлена благодарность и в Москве дан салют 12 артиллерийскими залпами из 124 орудий.
В бою 17 октября 1943 года - тяжело ранен и до апреля 1944 года лечился в госпиталях.
С апреля 1944 года - командир 13-го отдельного гвардейского учебного автомобильного полка (Московский ВО) ( Формирования реактивной артиллерии Красной армии (1941—1945)).

### Воинские звания
- капитан [9]
- майор,
- подполковник,
- полковник (15.12.1943)[1].

### После войны
С августа 1946 года - командир 16-го отдельного учебного танкового полка Московского военного округа. С февраля 1947 года - командир 290-го тяжёлого танко-самоходного полка (сформирован на его базе). В августе 1947 года направлен в распоряжение Управления кадров Московского военного округа, в марте 1948 года назначен военкомом Перовского городского военкомата Московской области.
Уволен в запас 12 января 1956 года. В 1985 году награждён Орденом отечественной войны 1 степени. Умер после 1985 года.

## Награды
- Орден Ленина (17.05.1951)[11][1].
- четыре ордена Красного Знамени (23.04.1942, 17.09.1943[12], 06.05.1946, 30.12.1956)[13]

- два Ордена Отечественной войны I степени (17.11.1945,06.11.1985)[14][1].
- Орден Красной Звезды (03.11.1944)[15]
- Медаль «За оборону Москвы» (01.05.1944)[16][1],
- Медаль «За победу над Германией в Великой Отечественной войне 1941—1945 гг.» (09.05.1945)[17][1],
- Медаль «В память 800-летия Москвы» (1947),
- Юбилейная медаль «30 лет Советской Армии и Флота» (1948),
- Юбилейная медаль «40 лет Вооружённых Сил СССР» (1958).

## Память
- На могиле установлен надгробный памятник
- Его имя увековечено в Главном Храме Вооружённых сил России, и навсегда запечатлено на мемориале «Дорога памяти»
- Почётный гражданин города Мценска (1976) Орловской области.